# بيرنارد فيرينيو
بيرنارد فيرينيو (24 أكتوبر 1954 في غرونوبل) (بالإنجليزية: Bernard Ferrigno)‏ لاعب كرة قدم فرنسي معتزل كان يجيد اللعب في مركز المهاجم . ساهم في احتلال نادي ليون المركز الثاني في بطولة كأس فرنسا موسم 1975-1976 .

## وصلات خارجية
- بيرنارد فيرينيو على موقع قاعدة بيانات كرة القدم.إي يو (الإنجليزية)